# Budimci
Budimci falu Horvátországban, Eszék-Baranya megyében. Közigazgatásilag Pogorácshoz tartozik.

## Fekvése
Eszéktől légvonalban 29, közúton 32 km-re délnyugatra, Szlavónia középső részén, a Szlavóniai-síkságon, az Eszékről Pogorácsra menő út mentén, Pogorács és Poganovci között fekszik.

## Története
A középkori források már 1477-ben említenek egy „Budincz” nevű praediumot, ezt azonban Csánki Dezső nem azonosítja a mai településsel. Ha volt is középkori település az a török háborúk idején kihalt. Az írott források alapján a település a 18. század elején keletkezett, majd a polgári közigazgatás felállítása után a falu területét 1745-ben a valpói uradalomhoz csatolták. Budimci és a szomszédos Poganovci lakossága a 18. század elején két hullámban érkezett. Az egyik rész a magyarországi Baranya megyéből és tágabb környékéről, míg mások Boszniából érkeztek. Birtokosa Hillebrand-Prandau gróf volt, majd a család kihalta után 1885-ben Normann-Ehrenfels gróf szerezte meg az uradalmat. A jobbágyfelszabadítást követően a helyi parasztok földeket kaptak, de a jobb minőségű földek és az erdők továbbra is uradalmi igazgatás alatt maradtak.
Az első katonai felmérés térképén „Budimcze” néven található. Lipszky János 1808-ban Budán kiadott repertóriumában „Budincze” néven szerepel.
Nagy Lajos 1829-ben kiadott művében „Budincze” néven 224 házzal, 1504 ortodox vallású lakossal találjuk.
A településnek 1857-ben 962, 1910-ben 1435 lakosa volt. Verőce vármegye Nekcsei járásának része volt. Az 1910-es népszámlálás adatai szerint lakosságának 88%-a szerb, 4-4%-a horvát és német anyanyelvű volt. Az első világháború után 1918-ban az új szerb-horvát-szlovén állam, majd később (1929-ben) Jugoszlávia része lett. A második világháború után likai és bánsági betelepülők újabb hulláma érkezett. A falu 1991-től a független Horvátországhoz tartozik. 1991-ben lakosságának 84%-a szerb, 6%-a horvát, 6%-a jugoszláv nemzetiségű volt. 2011-ben a falunak 670 lakosa volt.

## Lakossága
| Lakosság változása | Lakosság változása | Lakosság változása | Lakosság változása | Lakosság változása | Lakosság változása | Lakosság változása | Lakosság változása | Lakosság változása | Lakosság változása | Lakosság változása | Lakosság változása | Lakosság változása | Lakosság változása | Lakosság változása | Lakosság változása |
| ------------------ | ------------------ | ------------------ | ------------------ | ------------------ | ------------------ | ------------------ | ------------------ | ------------------ | ------------------ | ------------------ | ------------------ | ------------------ | ------------------ | ------------------ | ------------------ |
| 1857               | 1869               | 1880               | 1890               | 1900               | 1910               | 1921               | 1931               | 1948               | 1953               | 1961               | 1971               | 1981               | 1991               | 2001               | 2011               |
| 962                | 1.155              | 1.479              | 1.219              | 1.410              | 1.435              | 1.431              | 1.838              | 1.460              | 1.518              | 1.396              | 1.169              | 975                | 880                | 723                | 670                |

## Nevezetességei
- Urunk mennybemenetele tiszteletére szentelt pravoszláv parochiális templomát[7] 1776-ban építették barokk stílusban. Egyhajós épület félköríves apszissal. A hajó felett dongaboltozat, a szentély felett pedig félkupola van. Két emelet magasságú harangtornyát piramis alakú toronysisak fedi. A második világháború és a délszláv háború idején is súlyos károkat szenvedett. 1956-ban, majd 2000-ben építették újjá. Ikonosztáza megmaradt, de nem eredeti. Ismeretlen mester munkája.
- A Szentháromság tiszteletére szentelt római katolikus plébániatemploma modern épület.

## Oktatás
A településen a pogorácsi általános iskola alsó tagozatos területi iskolája működik.

## Sport
Az NK Dinamo Budimci labdarúgócsapata a megyei 3. ligában szerepel.

## Egyesületek
LD „Fazan” Budimci vadásztársaság